# Alessandro De Stefani
Alessandro De Stefani, né à Cividale del Friuli le 2 janvier 1891 et mort à Rome le 12 mai 1970, est un scénariste italien.
Il a écrit plus de 90 scénarios de films entre 1918 et 1962.

## Filmographie partielle
Scénarios
- 1930 : Prix de beauté (autre titre : Miss Europe) de Augusto Genina
- 1932 : La Table des pauvres (La Tavola dei poveri) d'Alessandro Blasetti
- 1940 : 
  - Les Cadets de l'Alcazar
  - La Fille du corsaire (La figlia del corsaro verde)
- 1941 : La Tosca de Carl Koch et Jean Renoir
- 1942 :
  - I tre aquilotti de Mario Mattoli
  - Commando du désert (Bengasi) d'Augusto Genina
  - Des violettes dans les cheveux (Violette nei capelli) de Carlo Ludovico Bragaglia
  - Le Lion de Damas de Corrado D'Errico et Enrico Guazzoni
- 1943 :
  - La Terreur du pensionnat (Il birichino di papà) de Raffaello Matarazzo
  - Ti conosco, mascherina! d'Eduardo De Filippo
- 1952 : La Muette de Portici (La muta di Portici) de Giorgio Ansoldi
- 1953 :
  - Sous les mers d'Afrique (Africa sotto i mari) de Giovanni Roccardi
  - Fille dangereuse  (Bufere ) de  Guido Brignone
- 1954 :  Maddalena d'Augusto Genina